# Neotrichus nevermanni
Neotrichus nevermanni is een keversoort uit de familie somberkevers (Zopheridae). De wetenschappelijke naam van de soort werd in 1936 gepubliceerd door Howard Everest Hinton.